# نيكولا كوفاشيف
نيكولا كوفاشيف (بالبلغارية: Никола Ковачев)‏ (مواليد 4 يونيو 1934) هو لاعب كرة قدم. يلعب مع منتخب بلغاريا لكرة القدم. سبق له أن لعب في كأس العالم لكرة القدم مع منتخب بلاده.

## روابط خارجية
- نيكولا كوفاشيف على موقع الاتحاد الدولي (مؤرشف)  (الإنجليزية)
- نيكولا كوفاشيف على موقع قاعدة بيانات كرة القدم.إي يو (الإنجليزية)
- نيكولا كوفاشيف على موقع ناشيونال فوتبول تيمز (الإنجليزية)
- نيكولا كوفاشيف على موقع أوليمبيديا (الإنجليزية)